# Club de jazz

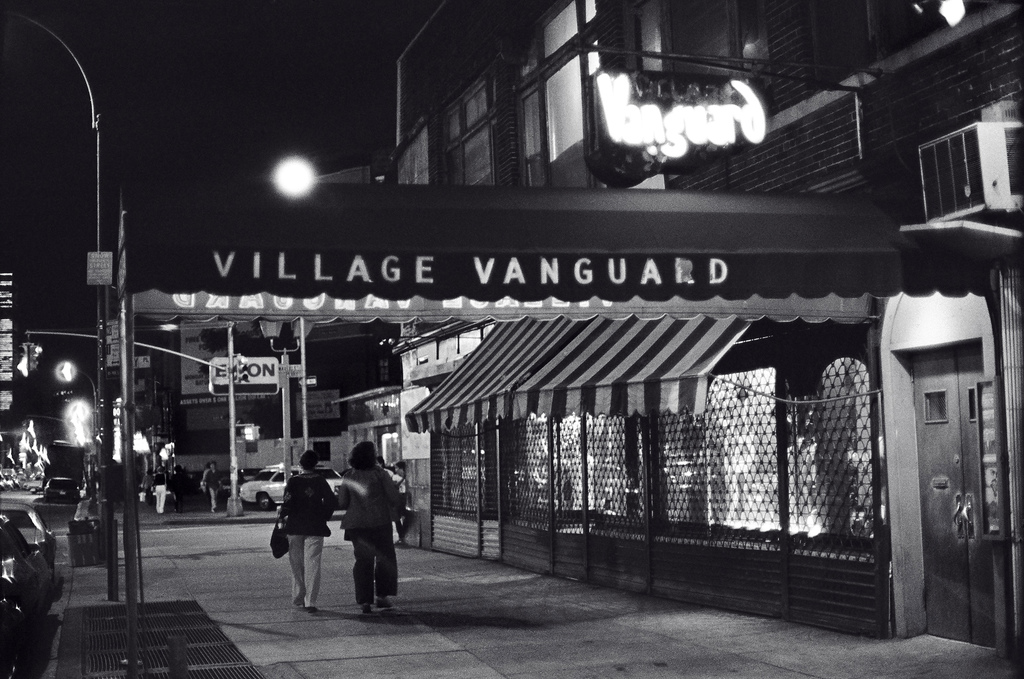
L'entrée du Village Vanguard à Manhattan en 1976. Fondé en 1935, ce club de jazz mythique accueillit notamment des enregistrements live de John Coltrane, Bill Evans ou Michel Petrucciani.

Un club de jazz est une salle de concert dont la programmation est principalement composée d'artistes de jazz. Les villes comptant le plus de clubs de jazz se trouvent aux États-Unis (New York, La Nouvelle-Orléans, Chicago) et en Europe (Paris, Londres). À New York, la 52e rue à Manhattan est célèbre pour avoir compté jusqu'à plusieurs dizaines de clubs dans les années 1950.
Aux débuts du jazz, ceux-ci comprenaient généralement de grandes salles afin d'accueillir les big bands et de permettre au public de danser. Dans les années 1940, avec l'émergence du genre bebop, pratiqué par de plus petites formations (quartets, trios), les concerts et les clubs de jazz deviennent plus intimistes. Ils sont fréquemment de plus petite dimension que les salles de concert dédiées aux autres genres musicaux (classique, pop/rock), ce qui pourrait refléter un déclin prolongé de l'intérêt pour la musique jazz. 
Avec les auditoriums et les festivals de jazz, les clubs de jazz sont les principaux lieux de diffusion de la musique jazz en concert. Les clubs de jazz se trouvent le plus souvent en sous-sol, ou au rez-de-chaussée d'immeubles. Bien qu'ils soient nommés « clubs », les clubs de jazz sont généralement ouverts au public et ne requièrent pas d'abonnement. En outre, certaines salles diversifient parfois leur programmation en accueillant des concerts de blues ou de musiques du monde.

## Histoire

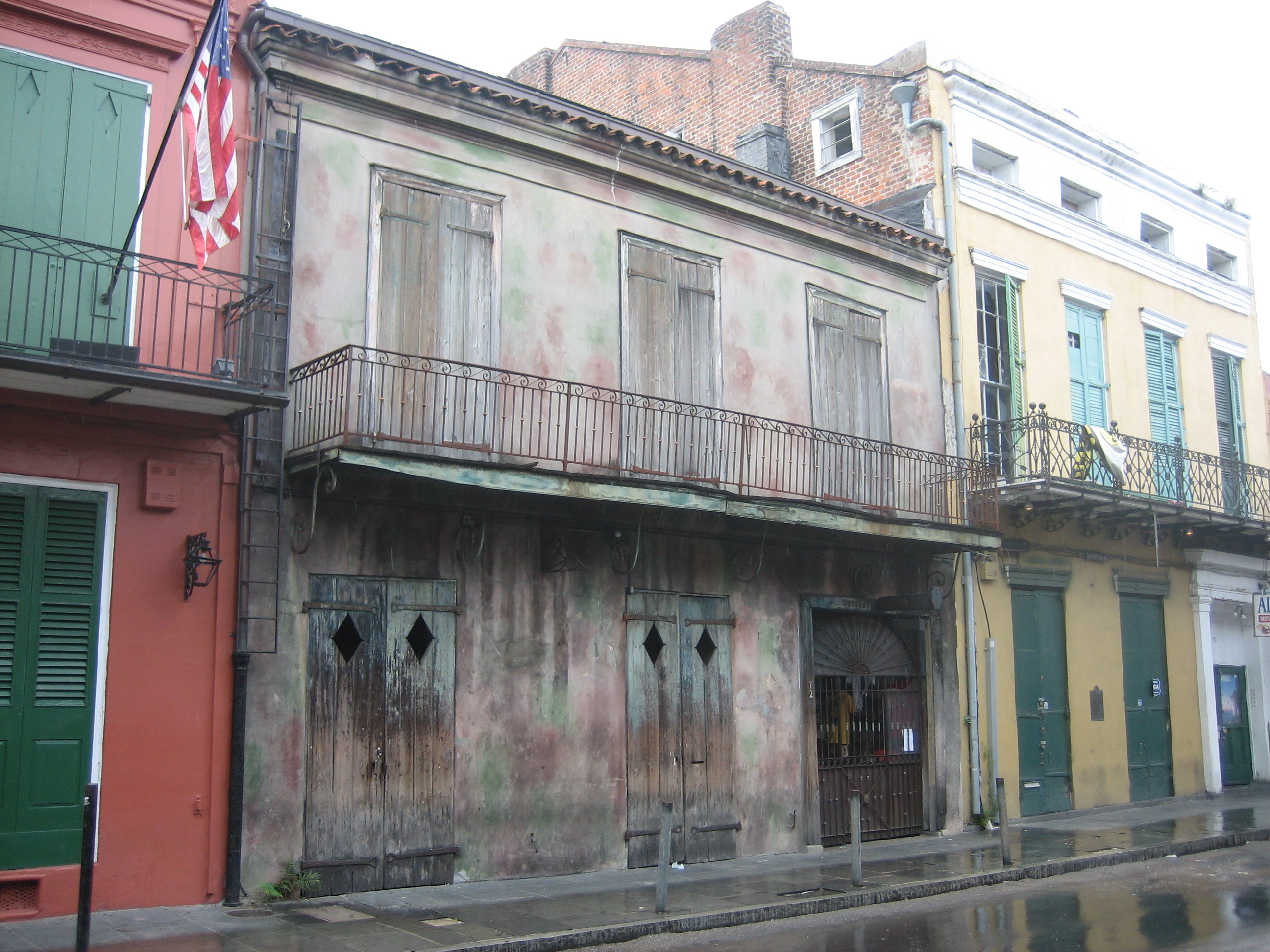
L'entrée du Preservation Hall à la Nouvelle-Orléans en 2006.

Avant la création du jazz, et par conséquent des clubs de jazz, les opéras et les bals étaient les seuls types de concerts auxquels se rendaient les Blancs descendants d'immigrants européens. Le son caractéristique de la musique jazz et le concept de club de jazz prendraient leurs sources dans les pratiques des communautés afro-américaines. À la Nouvelle-Orléans, parfois qualifiée de ville natale du jazz, de la musique est jouée en réunion à diverses occasions : par des brass bands, lors d'enterrements ; lors de pique-niques ou de bals ; le samedi soir, où les communautés faisaient la fête en dégustant des poissons frits ; le dimanche, sur les rives du lac Pontchartrain à Milneburg (en) et Bucktown ; le lundi, en mangeant des haricots rouges et du riz ; et lors de fêtes donnés dans des salles de quartier.
Dès l'émergence du jazz, la musique et la danse sont profondément liées. La musique mêle des influences de la musique religieuse (negro spiritual, gospel) et du blues, ainsi que la syncope du piano ragtime, à des danses reprenant le rythme et la cadence des marches militaires et des éléments des minstrel shows, inspirés par la vie dans les plantations.

### Les premiers clubs de jazz
Selon la plupart des spécialistes du jazz, les premiers clubs de jazz sont apparus dans les villes où a émergé la musique jazz, comme la Nouvelle-Orléans, Chicago, Kansas City, le quartier de Harlem à New York, U Street (en) à Washington et Central Avenue (en) à Los Angeles. 

### Popularité durant l'ère du swing (1920-1940)
Malgré sa popularité grandissante, le jazz et les clubs de jazz ne comptaient pas que des amateurs dans les années 1920. Dès le début du siècle eurent lieu des campagnes destinées à interdire une musique jugée « diabolique », en règlementant très strictement les lieux où les clubs de jazz pouvaient être construits. À Cincinnati (Ohio), un foyer d'accueil pour femmes enceintes parvint à convaincre un tribunal d'interdire la construction d'un club de jazz à proximité, sous le prétexte que le jazz était dangereux pour le développement du fœtus. À la fin des années 1920, environ soixante communautés avaient mis en place une règlementation interdisant le jazz dans les salles de concert publiques. 
La Prohibition, qui débute aux États-Unis en 1920, favorise la création de clubs secrets, parfois tenus par des gangs : les speakeasys. Ces salles continuent à servir de l'alcool, embauchent des musiciens noirs et autorisent pour la première fois le mélange de publics de toutes origines et de toutes classes sociales. D'autres clubs de jazz demeurent en revanche réservés aux Blancs, comme le Cotton Club à New York.

### Déclin des clubs de jazz
Dès les années 1940, la musique jazz - et donc les clubs - connaît le déclin, ce qui n'empêche pas l'émergence de nouveaux sous-genres comme de nouvelles salles de concert. La fréquentation n'a cessé de décroître jusqu'à aujourd'hui, mais beaucoup de grandes villes comptent toujours un ou plusieurs clubs de jazz. Des clubs secrets ont parfois servi de lieux de réunion pour des dissidents politiques, dans certains pays.

## Principaux clubs de jazz

### États-Unis

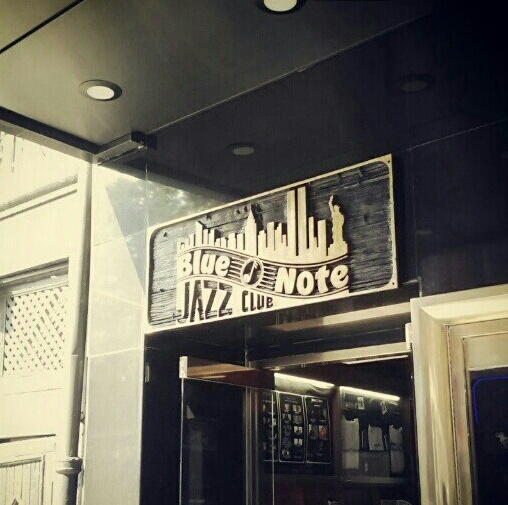
L'entrée du Blue Note, situé dans le quartier de Greenwich Village, à New York.

#### New York
- The Village Vanguard
- The Village Gate
- Fillmore East
- The Blue Note
- Birdland
- Savoy Ballroom
- The Cotton Club
- Jimmy Ryan's

#### Autres villes
- The Blackhawk (San Francisco)
- Friar's Inn (Chicago)
- Quality Cafe (Los Angeles)
- Preservation Hall (La Nouvelle-Orléans)

### Europe

#### Paris
- Le New Morning
- Le Caveau de la Huchette
- Les clubs de la rue des Lombards : Sunset-Sunside, Le Duc des Lombards, Le Baiser salé...

#### Autres villes
- Le Ronnie Scott's (Londres)
- Le Hot Club du Portugal (Lisbonne)
- Le Jazzhus Montmartre (Copenhague)
- Les Jazz kissa (Japon)
- Le Hot Club de Lyon (Lyon)